# Кугаев
Кугаев (укр. Кугаїв) — село в Солонковской сельской общине Львовского района Львовской области Украины.
Население по переписи 2001 года составляло 171 человек. Занимает площадь 1,08 км². Почтовый индекс — 81139. Телефонный код — 3230.

## Достопримечательности
- Церковь Богоявления Господня (1693)